# Llanllyfni
Llanllyfni è un villaggio con status di comunità (community) del Galles nord-occidentale, facente parte della contea di Gwynedd e situato ai margini del parco nazionale di Snowdonia

## Geografia fisica
Llanllyfni si trova nella parte sud-occidentale della contea di Gwynedd, tra Llanwunda e Dolbenmaen (rispettivamente a sud della prima e a nord-ovest della seconda), ad ovest del parco nazionale di Snowdonia e a pochi chilometri ad est della località costiera di Pontlyfni.

## Storia
Secondo la tradizione, San Rhedyw avrebbe fondato qui la prima chiesa cristiana del Paese.

## Monumenti e luoghi d'interesse
Tra i monumenti d'interesse, figura la chiesa dedicata a San Rhedyw, ampliata nel 1032, ma probabilmente molto più antica.

## Cultura

### Eventi
- Llanllyfni Fair (festa patronale, 6 luglio)[1]

## Sport
- La squadra di calcio locale è il Llanllyfni Football Club[3]